# District de Strakonice
Le district de Strakonice (en tchèque : okres Strakonice) est l'un des sept districts de la région de Bohême-du-Sud en Tchéquie. Son chef-lieu est la ville de Strakonice.

## Liste des communes
Le district compte 112 communes, dont 7 ont le statut de ville (město, en gras) et 4 celui de bourg (městys, en italique) :
Bavorov - Bělčice - Bezdědovice - Bílsko - Blatná - Bratronice - Březí - Budyně - Buzice - Čečelovice - Cehnice - Čejetice - Čepřovice - Čestice - Chelčice - Chlum - Chobot - Chrášťovice - Číčenice - Doubravice - Drahonice - Drachkov - Drážov - Droužetice - Dřešín - Hajany - Hájek - Hlupín - Horní Poříčí - Hornosín - Hoslovice - Hoštice - Jinín - Kadov - Kalenice - Katovice - Kladruby - Kocelovice - Krajníčko - Kraselov - Krašlovice - Krejnice - Krty-Hradec - Kuřimany - Kváskovice - Lažánky - Lažany - Libějovice - Libětice - Litochovice - Lnáře - Lom - Mačkov - Malenice - Mečichov - Měkynec - Milejovice - Miloňovice - Mnichov - Mutěnice - Myštice - Nebřehovice - Němčice - Němětice - Nihošovice - Nišovice - Nová Ves - Novosedly - Osek - Paračov - Pivkovice - Pohorovice - Pracejovice - Předmíř - Přední Zborovice - Předslavice - Přechovice - Přešťovice - Radějovice - Radomyšl - Radošovice - Řepice - Rovná - Sedlice - Skály - Skočice - Škvořetice - Slaník - Sousedovice - Štěchovice - Štěkeň - Stožice - Strakonice - Strašice - Střelské Hoštice - Strunkovice nad Volyňkou - Tchořovice - Třebohostice - Třešovice - Truskovice - Úlehle - Únice - Uzenice - Uzeničky - Vacovice - Velká Turná - Vodňany - Volenice - Volyně - Záboří - Zahorčice - Zvotoky.

## Principales communes
Population des dix principales communes du district au 1er janvier 2024 et évolution depuis le 1er janvier 2023 :
| Strakonice | 22 522 | en diminution   |
| Vodňany    | 7 483  | en augmentation |
| Blatná     | 6 666  | en augmentation |
| Volyně     | 2 988  | en augmentation |
| Bavorov    | 1 640  | en diminution   |
| Katovice   | 1 344  | en diminution   |
| Radomyšl   | 1 365  | en augmentation |
| Sedlice    | 1 310  | en augmentation |